# Georgia Force (2002)
I Georgia Force erano una squadra della Arena Football League con sede a Duluth, Georgia. La squadra è stata fondata nel 2002 e ha cessato le operazioni dopo la stagione 2012 citando la mancanza di interesse da parte dell'area di Atlanta